# Liste der Kulturgüter in Lauwil
Die Liste der Kulturgüter in Lauwil enthält alle Objekte in der Gemeinde Lauwil im Kanton Basel-Landschaft, die gemäss der Haager Konvention zum Schutz von Kulturgut bei bewaffneten Konflikten, dem Bundesgesetz vom 20. Juni 2014 über den Schutz der Kulturgüter bei bewaffneten Konflikten sowie der Verordnung vom 29. Oktober 2014 über den Schutz der Kulturgüter bei bewaffneten Konflikten unter Schutz stehen.
Objekte der Kategorie A sind im Gemeindegebiet nicht ausgewiesen, Objekte der Kategorie B sind vollständig in der Liste enthalten, Objekte der Kategorie C fehlen zurzeit (Stand: 1. Januar 2023).

## Kulturgüter
| Foto | | Objekt                                                                 | Kat. | Typ | Standort                          | Beschreibung |
| ---- | -------------------------------------------------------------------------------------------------- | ---------------------------------------------------------------------- | ---- | --- | --------------------------------- | ------------ |
| BW   | Datei hochladen · Wikidata zu Hofgut Lauwilberg (Q29678647)                                        | Hofgut Lauwilberg KGS-Nr.: 12146                                       | B    | G   | Lauwilberg 58 617401 / 248190     |              |
| BW   | Datei hochladen · Wikidata zu Mittelalterliche Kirchenruine mit Beinhaus und Friedhof (Q117886182) | Mittelalterliche Kirchenruine mit Beinhaus und Friedhof KGS-Nr.: 17100 | B    | F   | Unterer St. Romay 617975 / 248150 |              |